# Roberto Peragón
Roberto Peragón Lacalle, né le 7 février 1978 à Madrid (Espagne), est un footballeur espagnol évoluant au poste d'attaquant du milieu des années 1990 au milieu des années 2010. Après sa carrière de joueur, il est devenu entraîneur.

## Biographie
Roberto Peragón joue principalement en faveur des clubs du Rayo Vallecano, d'Elche, et de Girona.
Il dispute 70 matchs en Primera División, inscrit 10 buts.
Il marque 11 buts en deuxième division lors de la saison 2010-2011.
Devenu entraîneur après sa retraite sportive, Peragón connaît sa première expérience dans le milieu junior avec l'équipe Juvenil A de la Escuela AFE puis en dirigeant la même catégorie au Getafe CF de janvier 2021 à juin 2022. Il entraîne son premier club senior, le Fuenlabrada Promesas (en), lors de la saison 2022-2023 de Tercera Federación, la cinquième division espagnole.
Le 18 mars 2024, Peragón est nommé entraîneur du Real Jaén, qui évolue en Tercera Federación, jusqu'à la fin de la saison,. Pour son premier match à la tête de l'équipe cinq jours plus tard, il assiste à une victoire 2 à 3 à l'extérieur sur la pelouse du Málaga City (en).